# Peux-et-Couffouleux
Pèus e Confolèuç (en francès Peux-et-Couffouleux) és un municipi francès situat al departament de l'Avairon i a la regió d'Occitània.

## Demografia
| 1962                                       | 1968 | 1975 | 1982 | 1990 | 1999 | 2006 |
| ------------------------------------------ | ---- | ---- | ---- | ---- | ---- | ---- |
| 200                                        | 235  | 190  | 162  | 138  | 109  | 110  |
| Des de 1962: població sense dobles comptes |      |      |      |      |      |      |

## Administració
| Període | Identitat     | Partit |
| ------- | ------------- | ------ |
| 1995-   | Marcel Durand |        |